# Nor IK
Nor IK är en ishockeyklubb från Vålberg i Karlstads kommun. Föreningen bildades 1952. A-lagets största framgångar kom säsongen 1999/2000 då man för första gången spelade i division 1. Där höll man sig kvar över säsongerna 2000/2001, 2001/2002 och 2002/2003. Sedan dess har man funnits i Hockeytvåan och någon gång i Hockeytrean.
Föreningen har flera ungdomslag (juniorlaget nådde semifinal i U16 2008/2009), veteranlag och hade tidigare även ett damlag i seriespel. Nor IK har även blivit svenska mästare i inlinehockey tre gånger.